# Kelly Olynyk
Kelly Tyler Olynyk (Toronto, Ontario, 19 de abril de 1991) es un jugador de baloncesto canadiense que pertenece a la plantilla de los San Antonio Spurs de la NBA. Con 2,11 de estatura, su puesto natural en la cancha es el de ala-pívot.

## Trayectoria deportiva

### Universidad
Jugó durante tres temporadas con los Bulldogs de la Universidad Gonzaga, en las que promedió 8,9 puntos y 4,5 rebotes por partido. Fue incluido en su última temporada en el primer equipo consensuado All-American, y elegido Jugador del Año de la West Coast Conference, tras promediar 17,8 puntos y 7,3 rebotes por partido.

#### Estadísticas
| Año     | Equipo  | PJ  | PT | MPP  | %TC  | %3P  | %TL  | RPP | APP | ROB | TPP | PPP  |
| ------- | ------- | --- | -- | ---- | ---- | ---- | ---- | --- | --- | --- | --- | ---- |
| 2009–10 | Gonzaga | 34  | 0  | 12.3 | .500 | .222 | .596 | 2.7 | 0.8 | 0.5 | 0.1 | 3.8  |
| 2010–11 | Gonzaga | 35  | 4  | 13.5 | .574 | .444 | .618 | 3.8 | 0.7 | 0.3 | 0.1 | 5.8  |
| 2012–13 | Gonzaga | 32  | 27 | 26.4 | .629 | .300 | .776 | 7.3 | 1.7 | 0.7 | 1.1 | 17.8 |
| Total   | Total   | 101 | 31 | 17.2 | .594 | .333 | .709 | 4.6 | 1.1 | 0.5 | 0.5 | 8.9  |

### Profesional

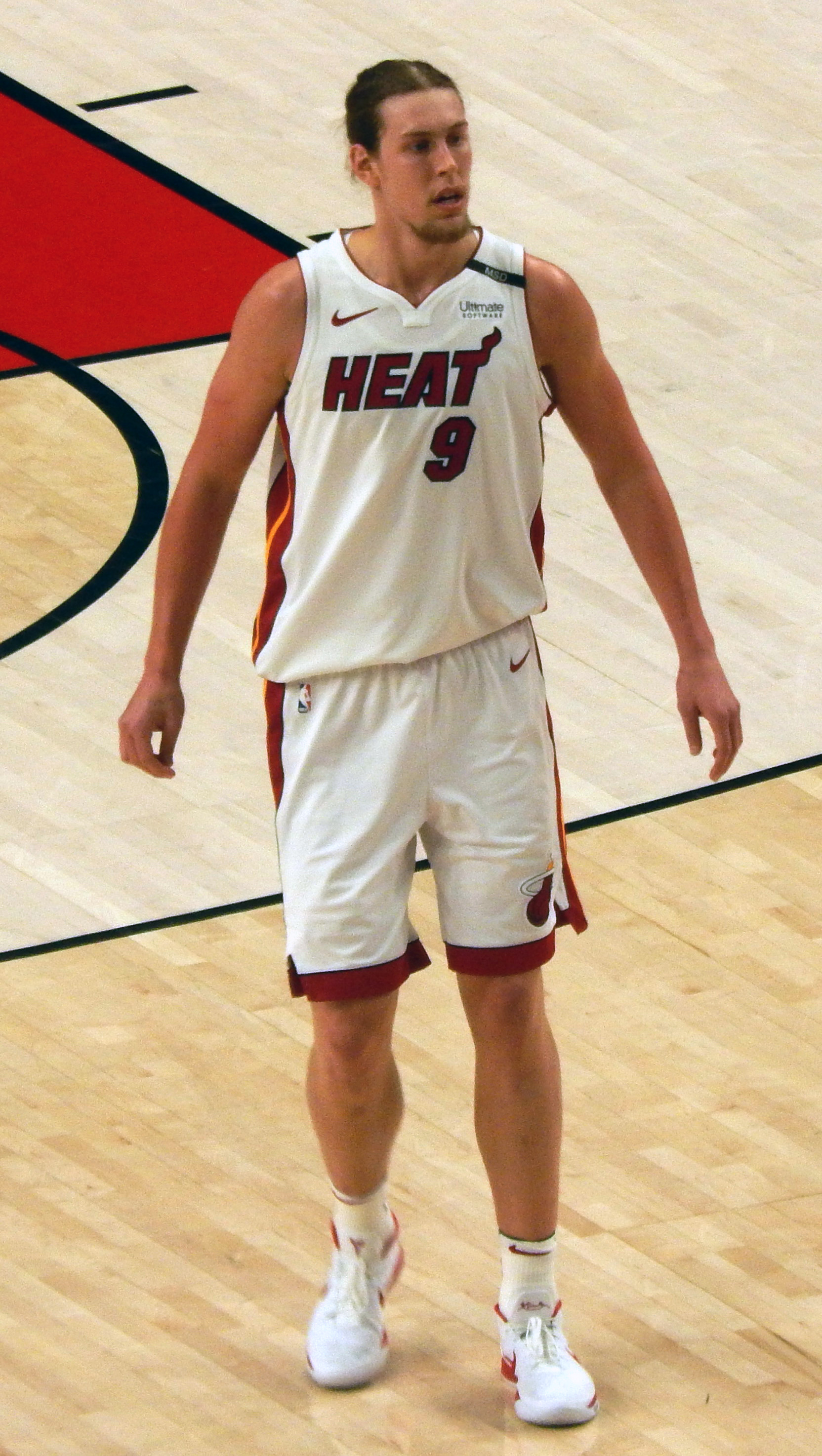
Olynyk en 2018 con Miami.

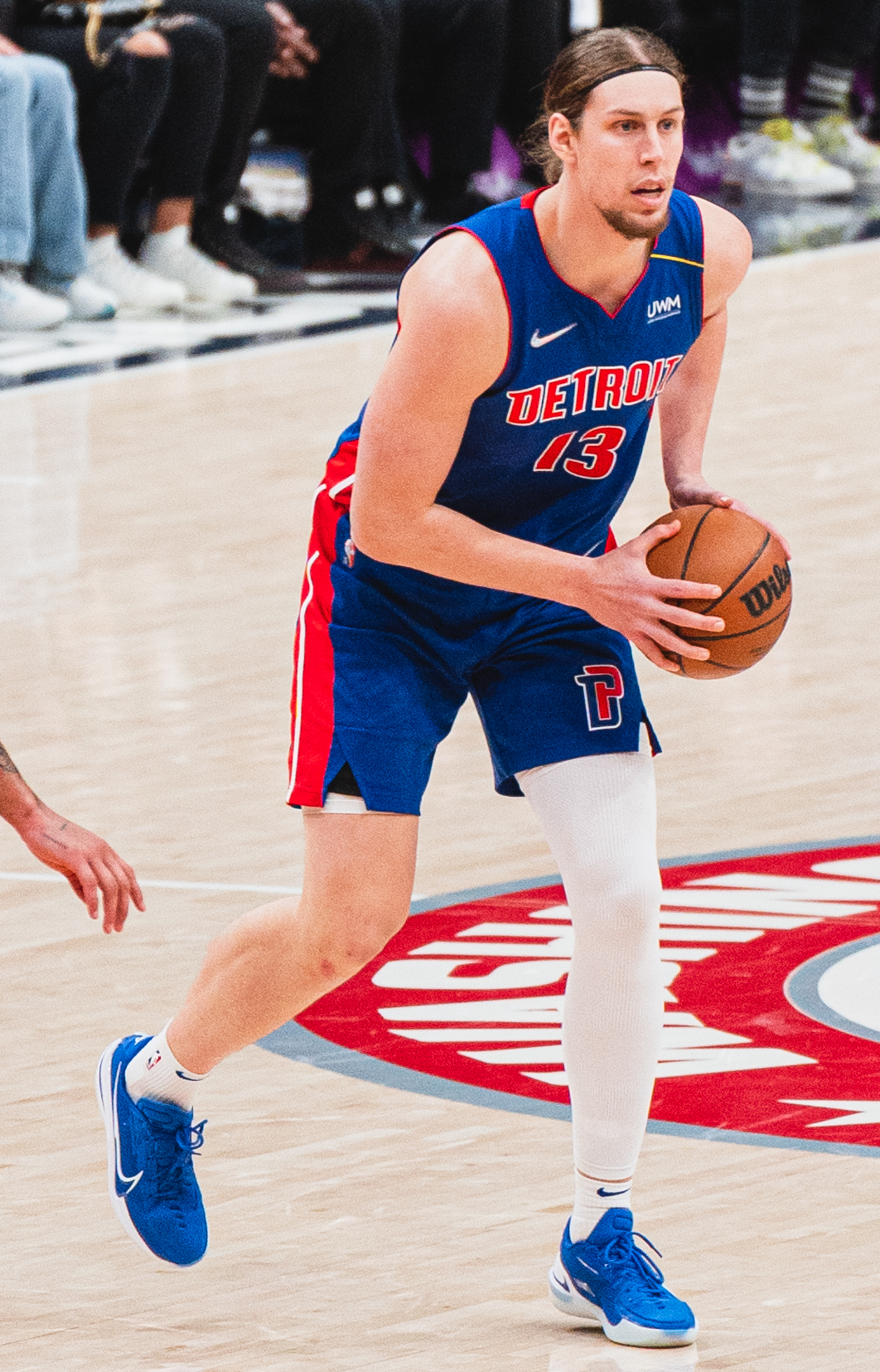
Olynyk con Detroit en 2022.

Fue elegido en la decimotercera posición del Draft de la NBA de 2013 por Dallas Mavericks, pero fue inmediatamente traspasado a Boston Celtics a cambio de los derechos sobre Lucas Nogueira y dos futuras segundas rondas del draft.
El 22 de mayo de 2014, Olynyk fue nombrado en el Segundo mejor quinteto de rookies de la NBA en la temporada 2013-14.
El 7 de julio de 2017, firma un contrato por 4 años y $50 millones con Miami Heat.
Durante su cuarta temporada en Miami, el 25 de marzo de 2021, es traspasado a Houston Rockets junto a Avery Bradley a cambio de Victor Oladipo.
Tras unos meses en Houston con los mejores porcentajes de su carrera, el 2 de agosto de 2021, firma como agente libre con Detroit Pistons por $37 millones y 3 años.
El 22 de septiembre de 2022 fue traspasado junto con Saben Lee a los Utah Jazz a cambio de Bojan Bogdanović.
El 8 de febrero de 2024 es traspasado a Toronto Raptors, junto a Ochai Agbaji, a cambio de Otto Porter y Kira Lewis. El 4 de marzo acuerda una extensión de dos años con los Raptors.
El 5 de febrero de 2025 es traspasado a New Orleans Pelicans junto a Bruce Brown Jr. a cambio de Brandon Ingram.
El 24 de junio de 2025 es traspasado a Washington Wizards, junto a CJ McCollum, a cambio de Jordan Poole y Saddiq Bey. Pero días después, el 8 de julio, es traspasado a San Antonio Spurs, a cambio de Malaki Branham y Blake Wesley.

### Selección nacional
Fue bronce con Canadá en el Campeonato FIBA Américas de 2015 celebrado en México.
En julio de 2019 fue elegido para participar en el Mundial de 2019, pero se lesionó el 7 de agosto en un encuentro preparatorio ante Nigeria, y finalmente no participó.
Durante agosto y septiembre de 2023 fue integrante de la selección de Canadá que participó en el Mundial de 2023 celebrado en Asia, y que consiguió el bronce, tras vencer a Estados Unidos en la final de consolación.
Entre julio y agosto de 2024 fue parte de la selección absoluta de Canadá, que disputó los Juegos Olímpicos de París, finalizando en quinta posición.

## Estadísticas de su carrera en la NBA

### Temporada regular
| Año     | Equipo      | PJ  | PT  | MPP  | %TC  | %3P  | %TL  | RPP | APP | ROB | TPP | PPP  |
| ------- | ----------- | --- | --- | ---- | ---- | ---- | ---- | --- | --- | --- | --- | ---- |
| 2013-14 | Boston      | 70  | 9   | 20.0 | .466 | .351 | .811 | 5.2 | 1.6 | .5  | .4  | 8.7  |
| 2014-15 | Boston      | 64  | 13  | 22.2 | .475 | .349 | .684 | 4.7 | 1.7 | 1.0 | .6  | 10.3 |
| 2015-16 | Boston      | 69  | 8   | 20.2 | .455 | .405 | .750 | 4.1 | 1.5 | .8  | .5  | 10.0 |
| 2016-17 | Boston      | 75  | 6   | 20.5 | .512 | .354 | .732 | 4.8 | 2.0 | .6  | .4  | 9.0  |
| 2017-18 | Miami       | 76  | 22  | 23.4 | .497 | .379 | .770 | 5.7 | 2.7 | .8  | .5  | 11.5 |
| 2018-19 | Miami       | 79  | 36  | 22.9 | .463 | .354 | .822 | 4.7 | 1.8 | .7  | .5  | 10.0 |
| 2019-20 | Miami       | 67  | 9   | 19.4 | .462 | .406 | .860 | 4.6 | 1.7 | .7  | .3  | 8.2  |
| 2020-21 | Miami       | 43  | 38  | 26.9 | .431 | .317 | .775 | 6.1 | 2.1 | .9  | .6  | 10.0 |
| 2020-21 | Houston     | 27  | 24  | 31.1 | .545 | .392 | .835 | 8.4 | 4.1 | 1.4 | .6  | 19.9 |
| 2021-22 | Detroit     | 40  | 1   | 19.1 | .448 | .336 | .775 | 4.4 | 2.8 | .8  | .5  | 9.1  |
| 2022-23 | Utah        | 68  | 68  | 28.6 | .499 | .394 | .853 | 6.2 | 3.7 | .9  | .5  | 12.5 |
| 2023-24 | Utah        | 50  | 8   | 20.4 | .562 | .429 | .842 | 5.1 | 4.4 | .7  | .2  | 8.1  |
| 2023-24 | Toronto     | 27  | 18  | 26.6 | .548 | .338 | .824 | 5.5 | 4.7 | 1.3 | .7  | 12.8 |
| 2024-25 | Toronto     | 24  | 2   | 16.0 | .500 | .442 | .791 | 3.7 | 2.3 | .7  | .3  | 7.1  |
| 2024-25 | New Orleans | 20  | 20  | 25.4 | .500 | .389 | .754 | 5.9 | 3.6 | .9  | .6  | 10.7 |
| Total   | Total       | 800 | 283 | 22.5 | .486 | .371 | .796 | 5.2 | 2.5 | .8  | .5  | 10.2 |

### Playoffs
| Año   | Equipo | PJ | PT | MPP  | %TC  | %3P  | %TL  | RPP | APP | ROB | TPP | PPP  |
| ----- | ------ | -- | -- | ---- | ---- | ---- | ---- | --- | --- | --- | --- | ---- |
| 2015  | Boston | 4  | 0  | 13.3 | .538 | .500 | .500 | 1.3 | .5  | .5  | .5  | 4.5  |
| 2016  | Boston | 4  | 0  | 8.0  | .111 | .000 | –    | 1.0 | .8  | .3  | .0  | .5   |
| 2017  | Boston | 18 | 2  | 19.2 | .512 | .319 | .733 | 3.2 | 1.9 | .7  | .8  | 9.2  |
| 2018  | Miami  | 5  | 0  | 29.2 | .477 | .421 | .700 | 4.6 | 3.8 | 1.4 | 1.2 | 12.8 |
| 2020  | Miami  | 17 | 0  | 15.2 | .474 | .347 | .821 | 4.6 | 1.1 | .2  | .5  | 7.6  |
| Total | Total  | 48 | 2  | 17.4 | .483 | .347 | .750 | 3.5 | 1.6 | .6  | .6  | 7.9  |